# Белл-Гілл (Вашингтон)
Белл-Гілл (англ. Bell Hill) — переписна місцевість (CDP) в США, в окрузі Клеллам штату Вашингтон. Населення — 875 осіб (2020).

## Географія
Белл-Гілл розташований за координатами 48°3′18″ пн. ш. 123°5′13″ зх. д. / 48.05500° пн. ш. 123.08694° зх. д. (48.054946, -123.086952).  За даними Бюро перепису населення США в 2010 році переписна місцевість мала площу 6,86 км², уся площа — суходіл.

## Демографія
Згідно з переписом 2010 року, у переписній місцевості мешкало 837 осіб у 393 домогосподарствах у складі 312 родин. Густота населення становила 122 особи/км².  Було 447 помешкань (65/км²).
Расовий склад населення:
| - 95,1 % — білих - 1,9 % — азіатів - 1,1 % — корінних американців - 0,2 % — вихідців з тихоокеанських островів |

До двох чи більше рас належало 1,0 %. Частка іспаномовних становила 2,7 % від усіх жителів.
За віковим діапазоном населення розподілялося таким чином: 9,8 % — особи молодші 18 років, 49,3 % — особи у віці 18—64 років, 40,9 % — особи у віці 65 років та старші. Медіана віку мешканця становила 62,4 року. На 100 осіб жіночої статі у переписній місцевості припадало 99,8 чоловіків;  на 100 жінок у віці від 18 років та старших — 98,2 чоловіків також старших 18 років.
Середній дохід на одне домашнє господарство  становив 113 950 доларів США (медіана — 102 656), а середній дохід на одну сім'ю — 123 679 доларів (медіана — 106 481). 
Цивільне працевлаштоване населення становило 179 осіб. Основні галузі зайнятості: освіта, охорона здоров'я та соціальна допомога — 47,5 %, мистецтво, розваги та відпочинок — 18,4 %, публічна адміністрація — 14,5 %.